# Křesťanskodemokratická unie
Křesťanskodemokratická unie Německa (německy: Christlich Demokratische Union Deutschlands, zkratka CDU) je největší konzervativní strana v Německu. V Bavorsku CDU činnost nevyvíjí, protože je tam tradičně nahrazována jinou stranou, Křesťansko-sociální unií Bavorska (CSU). Na spolkové úrovni ale tyto strany vystupují společně již od konce druhé světové války v koalici zvané CDU/CSU, mají i společný poslanecký klub. V letech 2005–2021 a opět od roku 2025 je nejsilnější vládní stranou země.

## Programové teze strany
- Jsme odhodláni bojovat za naše základní hodnoty svobody, solidarity, spravedlnosti a křesťanský obraz člověka.

- Chceme posílit manželství a rodinu

- CDU požaduje závazné národní vzdělávací standardy pro všechny spolu s větší autonomií pro školy.

- CDU chce snížit emise skleníkových plynů v Německu do roku 2020 nejméně o 30 procent ve srovnání s rokem 1990.

- Chceme základní zákaz půjček na všech úrovních.

- Chceme zvýšit výdaje na výzkum a vývoj do roku 2015 na čtyři procenta hrubého domácího produktu.

- Evropská unie potřebuje nový smluvní základ. Kromě toho, chceme více svobody pro občany a podniky s méně byrokracií.

## Historie

### Vznik strany a její vývoj
CDU byla založena v roce 1945 jako strana německých katolíků a protestantů (dvou největších křesťanských vyznání v Německu), požadovala návrat k tradicím, hlásila se k zásadám křesťanského socialismu, liberalismu a konzervativismu. Navazovala na předválečnou katolicky zaměřenou stranu Deutsche Zentrumspartei (zkráceně Zentrum).
Původně působila pouze v Západním Německu, posléze byla vyvinuta i víceméně loutková východoněmecká část. Má poměrně širokou a dobře organizovanou základnu, zaměřuje se na dění v regionech.
První demokratické volby v SRN CDU vyhrála s 31% získaných hlasů, prvním spolkovým kancléřem se proto stal její kandidát Konrad Adenauer. Do opozice byla nucena přejít až v roce 1969, kdy byla vystřídána koalicí SPD a FDP, opět se ale vrátila roku 1982 pod vedením Helmutha Kohla, kde zůstala následujících 17 let.

#### Vláda Angely Merkelové (2005–2018)
CDU v roce 2005 zvítězila ve volbách a německou kancléřkou se stala její kandidátka Angela Merkelová, z dalších parlamentních voleb (září 2009) strana vyšla opět vítězně a od 28. října 2009 vládla druhá vláda Angely Merkelové, koalice CDU/CSU a liberální FDP.
Dne 15. listopadu 2010 byla Angela Merkelová stvrzena ve funkci stranické předsedkyně. V září 2013 vyhrála jako volební lídryně CDU/CSU třetí parlamentní volby se ziskem 41,5 % platných hlasů.
Ve volbách do spolkového sněmu v roce 2017, tj. o čtyři roky později, přivedla jako staronová kancléřka křesťanské demokraty do dalších spolkových voleb, v nichž se CDU sice umístila se ziskem 26,8 % odevzdaných hlasů a získanými 200 křesly na prvním místě (v roce 2013: 34,1%, 255 křesel), avšak s historicky nejhorším volebním výsledkem od konce druhé světové války (od 1949).
Ve funkci předsedkyně CDU Angelu Merkelovou dne 7. prosince 2018 nahradila Annegret Krampová-Karrenbauerová. 22. ledna 2021 ji nahradil Armin Laschet a toho po neúspěšných volbách nahradil dne 22. března 2022 Friedrich Merz.

#### Vláda Friedricha Merze (od 2025)
CDU zvítězila ve volbách do Spolkového sněmu v roce 2025 a německým kancléřem se stal její předseda Friedrich Merz.

## Vnitřní struktura
CDU je organizována ve všech německých zemích, s výjimkou Bavorska, v místních sdruženích.
Federální kongres
Federální kongres je nejvyšším orgánem CDU. Schází se nejméně jednou za dva roky, určí základních linii politiky CDU.Přijme program strany a rozhoduje o statutu a stanovách CDU.
Federální výbor
Federální výbor je druhým nejvyšším orgánem a zabývá se všemi politickými otázkami a organizačními záležitostmi.
Federální rada
Prochází rozhodnutí spolkového kongresu a federálního výboru a svolává Národní strany. 
Člen CDU
 Požadovaný minimální věk pro členství je 16 let. Průměrný věk členů CDU je 57 roků. Členem může být i český občan trvale žijící v Německu. Minimální příspěvek na členství v CDU je odstupňován podle hrubého příjmu a v nižších příjmových skupinách se členství rovná na pět eur měsíčně. 

## Politické zaměření

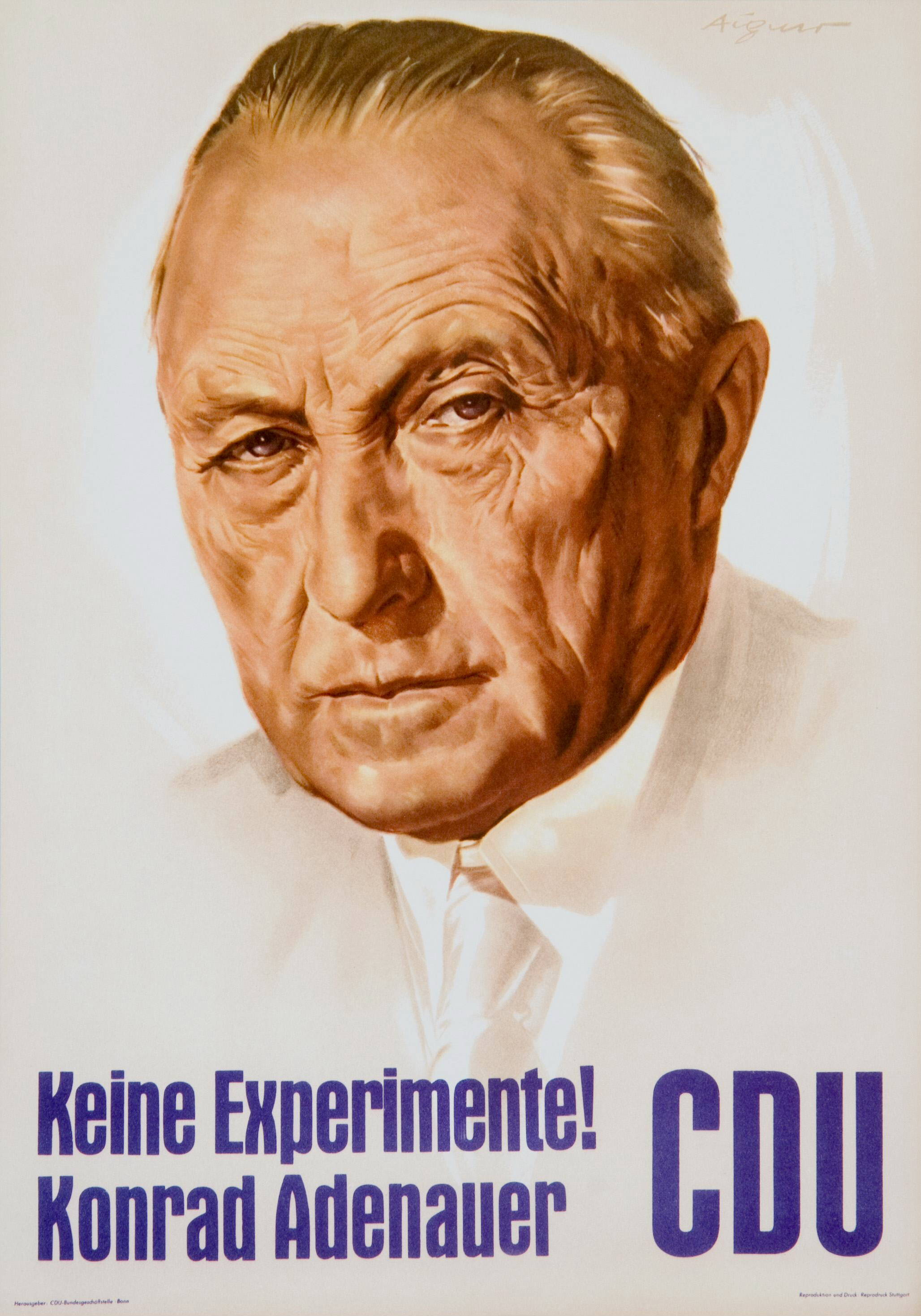
Volební plakát z roku 1957. Lídr Konrad Adenauer a heslo „Žádné experimenty!“

CDU klade velký důraz na regionální sféru, její členové a příznivci jsou většinou křesťansky orientovaní lidé ze všech vrstev společnosti. CDU má mnoho přidružených organizací (Mladá unie, Unie žen, Unie seniorů, Křesťansko-demokratičtí zaměstnanci, Středoněmecké sdružení, Unie středního stavu a mnoho komunálních a profesních organizací).
Přestože CDU se snaží zastávat myšlenky křesťanského učení bez užšího rozlišení na vyznání, největší vliv na ni mají katolíci. CDU je konzervativní strana, obhajuje soukromé vlastnictví a odmítá přehnané státní zásahy do ekonomiky, bojuje proti projevům komunismu a zastává křesťanské hodnoty (podporuje rodinu, odmítá potraty, podporuje církevní školství).
Na druhou stranu dlouho platila za zastánkyni sociálního státu (koncepce sociálního tržního hospodářství).
Tradičně má širokou podporu v Porýní, na venkově a v jižní části Německa.

## Mládežnické organizace
Mládežnickou organizací strany je Junge Union. Křesťanskodemokratické myšlenky také podporuje Ring Christlich-Demokratischer Studenten, která není s partají přímo institucionálně spojená, ovšem řadí se mezi její „spřízněné organizace“.

## Kritika
Na konci 20. století se strana jako celek v reakci na sekularizaci německé společnosti začala vzdalovat svým křesťanským hodnotám, pro což čelí ostré kritice ze strany katolických biskupů i poklesu podpory mezi věřícími voliči.

## Přehled předsedů

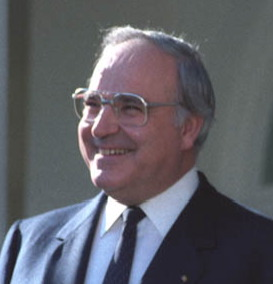
Helmut Kohl, nejdéle sloužící předseda CDU i spolkový kancléř

| Předseda                         | období    |
| -------------------------------- | --------- |
| Konrad Adenauer                  | 1950–1966 |
| Ludwig Erhard                    | 1966–1967 |
| Kurt Georg Kiesinger             | 1967–1971 |
| Rainer Barzel                    | 1971–1973 |
| Helmut Kohl                      | 1973–1998 |
| Wolfgang Schäuble                | 1998–2000 |
| Angela Merkelová                 | 2000–2018 |
| Annegret Krampová-Karrenbauerová | 2018–2021 |
| Armin Laschet                    | 2021–2022 |
| Friedrich Merz                   | 2022–     |

## Předsedové frakce CDU/CSU v Bundestagu
| Předseda                          | období    |
| --------------------------------- | --------- |
| Heinrich von Brentano di Tremezzo | 1949–1955 |
| Heinrich Krone                    | 1955–1961 |
| Heinrich von Brentano di Tremezzo | 1961–1964 |
| Rainer Barzel                     | 1964–1973 |
| Karl Carstens                     | 1973–1976 |
| Helmut Kohl                       | 1976–1982 |
| Alfred Dregger                    | 1982–1991 |
| Wolfgang Schäuble                 | 1991–2000 |
| Friedrich Merz                    | 2000–2002 |
| Angela Merkelová                  | 2002–2005 |
| Volker Kauder                     | 2005–2018 |
| Ralph Brinkhaus                   | 2018–2022 |
| Friedrich Merz                    | 2022–     |

## Spolkoví kancléři z CDU
| Německý kancléř      | období    |
| -------------------- | --------- |
| Konrad Adenauer      | 1949–1963 |
| Ludwig Erhard        | 1963–1966 |
| Kurt Georg Kiesinger | 1966–1969 |
| Helmut Kohl          | 1982–1998 |
| Angela Merkelová     | 2005–2021 |
| Friedrich Merz       | 2025–     |